# Jürgen Renn (Historiker)
Jürgen Renn (* 11. Juli 1956 in Moers) ist ein deutscher Wissenschaftshistoriker und seit 2022 Direktor am Max-Planck-Institut für Geoanthropologie in Jena.

## Leben
Nach dem Abitur am Adolfinum in Moers studierte Renn Physik an der Freien Universität Berlin (FU) und der La Sapienza (Rom) und promovierte 1987 in mathematischer Physik an der TU Berlin. Zwischen 1986 und 1992 war er als Mitherausgeber der „Collected Papers of Albert Einstein“ an der Boston University affiliiert. 1991 bis 1996 leitete er mit Peter Damerow die Arbeitsstelle Albert Einstein am Max-Planck-Institut für Bildungsforschung in Berlin. 1993/94 war er Gastprofessor an der Universität Tel Aviv und der ETH Zürich. Seit 1994 ist Renn Direktor am Max-Planck-Institut für Wissenschaftsgeschichte (MPIWG). Renn hat eine Honorarprofessur für Wissenschaftsgeschichte an der Humboldt-Universität zu Berlin und an der Freien Universität Berlin inne. Außerdem ist er Adjunct Professor für Philosophie und Physik an der Boston University. Er ist Mitglied der Deutschen Akademie der Naturforscher Leopoldina (seit 2003) und der International Academy for the History of Science, Vorstandsmitglied des Berliner Exzellenzclusters Topoi und des Berliner Antike-Kollegs, sowie Fellow der American Association for the Advancement of Science (seit 2018).
Renn war maßgeblich an der Erarbeitung des Konzepts für das neue Max-Planck-Institut für Geoanthropologie beteiligt; nach dem Beschluss des Senats der Max-Planck-Gesellschaft vom Juni 2022 entstand es als Weiterentwicklung des Max-Planck-Instituts für Menschheitsgeschichte in Jena. Er engagiert sich in der Akademieninitiative Energiesysteme der Zukunft (ESYS), die von den Wissenschaftsakademien acatech, Leopoldina und Akademienunion 2013 gestartet wurde. So wirkte er bereits in einigen Arbeitsgruppen mit, die Publikationen zur Energiewende erarbeiten. Zudem ist er Mitglied des ESYS-Direktoriums, das die Initiative leitet und nach außen vertritt.

## Wirken
Forschung
Renns Forschungsprojekte befassen sich mit langfristigen Entwicklungen von Wissen und nehmen Globalisierungsprozesse in den Blick. Er forscht beispielsweise zur historischen Entwicklung der Mechanik von der Antike bis ins 20. Jahrhundert. In diesem Zusammenhang hat er sich auch mit den Ursprüngen der Mechanik in China beschäftigt sowie mit der Transformation antiken Wissens und dem Wissensaustausch zwischen Europa und China in der Frühen Neuzeit. In jüngerer Zeit setzt sich Renn insbesondere mit der Herausforderung des Anthropozäns für die Geschichte des Wissens und der Wissenschaft auseinander.
Ein weiterer Schwerpunkt seiner Arbeit ist die Geschichte der modernen Physik, insbesondere die Entstehung und Entwicklung der Allgemeinen Relativitätstheorie und der Quantentheorie.
Digitalisierung und Open Access
Renn hat sich seit der Entstehung des Webs für den offenen Zugang zu historischen Quellen eingesetzt. 1992 hat er zusammen mit Peter Damerow und Paolo Galluzzi das Projekt eines „Galileo-Einstein Electronic Archives“ initiiert. Später hat er mit Unterstützung der Europäischen Gemeinschaft die ECHO-Initiative (European Cultural Heritage Online) begründet. Renn ist Mit-Initiator der Berliner Erklärung über offenen Zugang zu wissenschaftlichem Wissen und startete mit Kollegen die Plattform Edition Open Access.
Ausstellungen
Renn organisierte zahlreiche Ausstellungen im Bereich der Wissenschafts-, Technik- und Kulturgeschichte. Er wirkte unter anderem bei folgenden Ausstellungen mit:
- 2005: Albert Einstein – Ingenieur des Universums zum Jahr der Physik 2005, Kronprinzenpalais (Berlin)[15]
- 2008: Max-Planck – Revolutionär wider Willen, Deutsches Technikmuseum (Berlin)[16]
- 2010: Weltwissen – 300 Jahre Wissenschaften in Berlin, Martin-Gropius-Bau (Berlin)[17]
- 2013: Archimedes. Art and Invention Science, Kapitolinische Museen (Rom)[18]

## Auszeichnungen und Ehrungen
- 1988: Fellow Fritz Thyssen Stiftung Berlin
  - Fellow Consiglio Nazionale delle Ricerche Rom
- 1988–1989: Fellow Wissenschaftskolleg zu Berlin
- 1992: Gastwissenschaftler am Forschungsschwerpunkt „Wissenschaftsgeschichte und Wissenschaftstheorie“ der Gesellschaft für wissenschaftliche Neuvorhaben der Max-Planck-Gesellschaft Berlin
- 1998: Pirelli International Award
- 2011: Premio Anassilaos International[19]
- 2014: Premio Internazionale „Marco & Alberto Ippolito“, Sezione cultura[20]
  - Francis-Bacon-Preis[21]
  - Max-Planck-Communitas-Preis[22]
  - (Gustav)-Neuenschwander-Preis[23]
- 2023: Abraham-Pais-Preis der American Physical Society
- 2024: Mitglied der Deutschen Akademie der Technikwissenschaften

## Schriften

### Monographien und Sammelbände (Auswahl)
- 2005 (Hrsg.): Albert Einstein – Ingenieur des Universums. Wiley-VCH Berlin, ISBN 978-3-527-40579-4 (Essayband mit 100 Beiträgen anlässlich des 100. Jubiläums des "Einsteinschen Wunderjahres 1905")
  - Auf den Schultern von Riesen und Zwergen: Einsteins unvollendete Revolution. Wie vor, ISBN 978-3-527-40595-4
- 2007, mit Kostas Gavroglu: Positioning the History of Science. Boston Studies in the Philosophie of Science, Bd. 248,[24] Springer Dordrecht
  - The Genesis of General Relativity. Vier Bände, Boston Studies in the Philosophy of Science, Bd. 250:[25]
    - Bd. 1 und 2: Einstein’s Zurich Notebooks
    - Bd. 3: Gravitation in the twilight of classical physics – between mechanics, field theory and astronomy
    - Bd. 4: Gravitation in the twilight of classical physics – the promise of mathematics

  - Boltzmann und das Ende des mechanistischen Weltbildes. Wiener Vorlesungen Band 130. Picus Verlag Wien, ISBN 978-3-85452-530-1
- 2012 (Hrsg.): The Globalization of Knowledge in History. Edition Open Access Berlin; ISBN 978-3-945561-23-2,[26]
  - Mit Peter Damerow: The Equilibrium Controversy. Guidobaldo Del Monte´s Critical Notes on the Mechanics of Jordanus and Benedetti and Their Historical and Conceptual Background. Wie vor ISBN 978-3-945561-26-3
- 2013, mit Horst Kant: Eine utopische Episode – Carl Friedrich von Weizsäcker in den Netzwerken der Max-Planck Gesellschaft.[27] Max-Planck-Institut für Wissenschaftsgeschichte Berlin
- 2014, mit Wilhelm Osthues, Hermann Schlimme: Wissensgeschichte der Architektur.
  - Bd. 1: Vom Neolithikum bis zum Alten Orient.[28]
  - Bd. 2: Vom Alten Ägypten bis zum Antiken Rom.[29]
  - Bd. 3: Vom Mittelalter bis zur Frühen Neuzeit.[30]
    - Studies 3, 4, 5: Max Planck Research Library in the History and Development of Knowledge. Berlin, Edition Open Access
- 2015, mit Hanoch Gutfreund: The Road to Relativity: The History and Meaning of Einstein’s „The Foundation of General Relativity“.[31] Princeton University Press, ISBN 978-1-4008-6576-5
  - wie vor: Relativity: the Special and the General Theory, 100th Anniversary Edition. Princeton: Princeton University Press,[32] ISBN 978-0-691-16633-9
- 2018, mit Fynn Ole Engler: Gespaltene Vernunft. Vom Ende eines Dialogs zwischen Wissenschaft und Philosophie. Berlin: Matthes & Seitz, ISBN 978-3-95757-342-1
- 2020: The Evolution of Knowledge - Rethinking Science for the Anthropocene. Princeton University Press, ISBN 978-0-691-17198-2
  - Deutsch September 2022: Die Evolution des Wissens. Eine Neubestimmung der Wissenschaft für das Anthropozän. Suhrkamp Verlag Berlin, ISBN 978-3-518-58786-7

### Zeitschriftenbeiträge und Sammelbandbeiträge (Auswahl)
- 2010, mit Peter Damerow: The Transformation of Ancient Mechanics into a Mechanistic World View. In: Georg Toepfer und Hartmut Böhme (Hrsg.): Transformationen antiker Wissenschaften, S. 243–267. Transformationen der Antike, 15, De Gruyter Berlin, ISBN 978-3-11-022821-2 (gebunden), ISBN 978-3-11-022822-9 (digital)
- 2013: Schrödinger and the Genesis of Wave Mechanics. In: Wolfgang L. Reiter, Jakob Yngvason (Hrsg.): Erwin Schrödinger – 50 Years After, S. 9-36. European Mathematical Society Zürich, ISBN 978-3-03719-121-7 (gedruckt), ISBN 978-3-03719-621-2 (digital)
  - Mit Olivier Darrigol: The Emergence of Statistical Mechanics. In: Jed Z. Buchwald, Robert Fox (Hrsg.): The Oxford Handbook of the History of Physics, S. 765–788. Oxford University Press Oxford, ISBN 978-0-19-969625-3
- 2014, mit Robert Rynasiewicz: Einstein’s Copernican Revolution. In: Michel Janssen, Christoph Lehner (Hrsg.): The Cambridge Companion to Einstein, S. 38–71.[33] Cambridge University Press New York
  - The Globalization of Knowledge in History and its Normative Challenges. In: Rechtsgeschichte/Legal History 2014 (22) 52–60[34]
  - Beyond Editions: Historical Sources in the Digital Age. In: Michael Stolz, Yen-Chun Chen, editio / Beihefte 38 Internationalität und Interdisziplinarität der Editionswissenschaft, S. 9–28. De Gruyter Berlin, ISBN 978-3-11-036731-7, doi:10.1515/9783110367317
- 2015: From the History of Science to the History of Knowledge – and Back.[35] In: Centaurus 57(1) 2015: 35–53
  - Learning from Kushim about the Origin of Writing and Farming. In: Katrin Klingan, Ashkan Sepahvand, Christoph Rosol, Bernd M. Scherer (Hrsg.), 241–259 Grain | Vapor | Ray. Textures of the Anthropocene. MIT Press Cambridge, ISBN 978-0-262-52741-5

## Video
- Latest thinking, lt.org: How Can We Historically Describe the Evolution of Knowledge and How Can We Account for It? ("Wie können wir die Evolution des Wissens historisch beschreiben und wie können wir sie erklären?", Videoclip)